# Ilian Evtimov
Ilian Evtimov (bulgarisch Илиан Евтимов; * 28. April 1983 in Sofia) ist ein ehemaliger bulgarisch-französischer Basketballspieler.
Evtimov, dessen Vater und Bruder Vasco ebenfalls professionelle Basketballspieler waren bzw. sind, begann im Alter von acht Jahren mit dieser Sportart. Er spielte fünf Jahre lang von 2001 bis 2006 für das Hochschulteam Wolfpack an der North Carolina State University in der US-amerikanischen NCAA, wobei er 2002/03 ein Jahr verletzungsbedingt aussetzte. Anschließend ging der international für Frankreich spielende Evtimov für das Saisonende 2006 zu CB Estudiantes nach Madrid in die spanische Liga ACB, bevor der gebürtige Bulgare in der Saison 2006/07 für den italienischen Club VidiVici Bologna auf Körbejagd ging, mit dem er 2007 italienischer Vizemeister wurde. Pikanterweise spielte in dieser Saison sein älterer Bruder Vasco für den Lokalrivalen Climamio Bologna. Vasco Evtimov war zuvor, jedoch nicht zu gleicher Zeit, für das Hochschulteam North Carolina Tar Heels aktiv gewesen, die ähnlich wie die Bologneser Vereine ebenfalls ein regionaler Rivale des Wolfpack in der NCAA sind.
Von 2007 bis 2009 spielte Evtimov beim deutschen Erstligisten Skyliners Frankfurt, mit dem er 2008 das Play-off-Halbfinale um die Deutsche Meisterschaft und 2009 das Halbfinale im Deutschen Pokal erreichte. Anschließend wechselte er 2009 zu Levski Sofia. Dort wurde sein Vertrag allerdings Ende des Jahres aufgelöst. Anfang 2010 unterschrieb er daher einen Vertrag bis Saisonende bei AEL Limassol auf Zypern.
Zur Saison 2010/2011 wechselte Evtimov nach Frankreich, wo er aufgewachsen war, zu Élan Sportif Chalonnais. In der zweiten Spielzeit erreichte er 2012 mit dem Verein das Finale um die EuroChallenge, das gegen den türkischen Verein Beşiktaş Milangaz verloren ging. Dafür gewann man auf nationaler Ebene das Finalspiel um die Meisterschaft gegen Le Mans Sarthe Basket, nachdem man zuvor bereits den französischen Ligapokal „Semaine des As“ und den nationalen Pokal gewonnen hatte.